# Campagnan
Campagnan (okzitanisch: Campanhan) ist ein südfranzösischer Ort und eine Gemeinde mit 719 Einwohnern (Stand: 1. Januar 2022) im Département Hérault in der Region Okzitanien. Sie gehört zum Arrondissement Lodève und zum Kanton Gignac. Die Einwohner werden Campagnanais genannt.

## Lage
Campagnan liegt etwa 31 Kilometer nordöstlich von Béziers und etwa 31 Kilometer westsüdwestlich von Montpellier. Der Hérault, in den hier der Dardaillon einmündet, begrenzt die Gemeinde im Westen. Umgeben wird Campagnan von den Nachbargemeinden Bélarga im Norden, Saint-Pargoire im Süden und Osten sowie Paulhan im Westen.

## Bevölkerungsentwicklung
| Jahr                       | 1962 | 1968 | 1975 | 1982 | 1990 | 1999 | 2006 | 2017 |
| Einwohner                  | 332  | 310  | 303  | 319  | 329  | 391  | 504  | 674  |
| Quellen: Cassini und INSEE |      |      |      |      |      |      |      |      |

## Sehenswürdigkeiten
- Kirche Notre-Dame-des-Champs